# Biblioteca provinciale Salvatore Tommasi
(E. R. Peterman, In viaggio negli Abruzzi, 1897)
La Biblioteca provinciale Salvatore Tommasi, detta anche Tommasiana,  è una biblioteca pubblica dell'Aquila.
È stata aperta ufficialmente nel 1848 e la sua sede storica si trova nel Palazzo del Convitto, sito tra Corso Vittorio Emanuele e Piazza Palazzo; una sede distaccata si trovava invece nei pressi della Basilica di Santa Maria di Collemaggio. Dopo il terremoto del 2009 e il danneggiamento dei locali storici è stata trasferita in un edificio moderno nel Nucleo Industriale di Bazzano.
La biblioteca è specializzata in storia dell'Abruzzo e dell'Italia meridionale in genere ed è punto di riferimento per quanto riguarda le opere di Benedetto Croce.

## Storia
La necessità di dotare L'Aquila di una biblioteca pubblica nacque in seguito all'istituzione nel 1814 del Reale Liceo degli Abruzzi, una scuola superiore che si insediò all'interno del Convento Francescano, nell'angolo settentrionale di Piazza del Palazzo, e soprattutto del trasferimento del patrimonio bibliografico della Badia Celestiniana di Sulmona all'ordine dei Gesuiti dell'Aquila, avvenuto nel 1822.
L'apertura della biblioteca si fa risalire al 1848; tuttavia, per oltre vent'anni, la biblioteca fu al centro di una disputa tra l'amministrazione provinciale e gli stessi Gesuiti riguardo alla gestione della stessa finché, nel 1872 venne resa completamente autonoma. Impreziosita dall'arrivo dei libri delle soppresse corporazioni religiose e dei doni di singoli cittadini, la biblioteca visse un momento di assoluto splendore sino a diventare il secondo archivio del Regno dopo quello di Napoli.

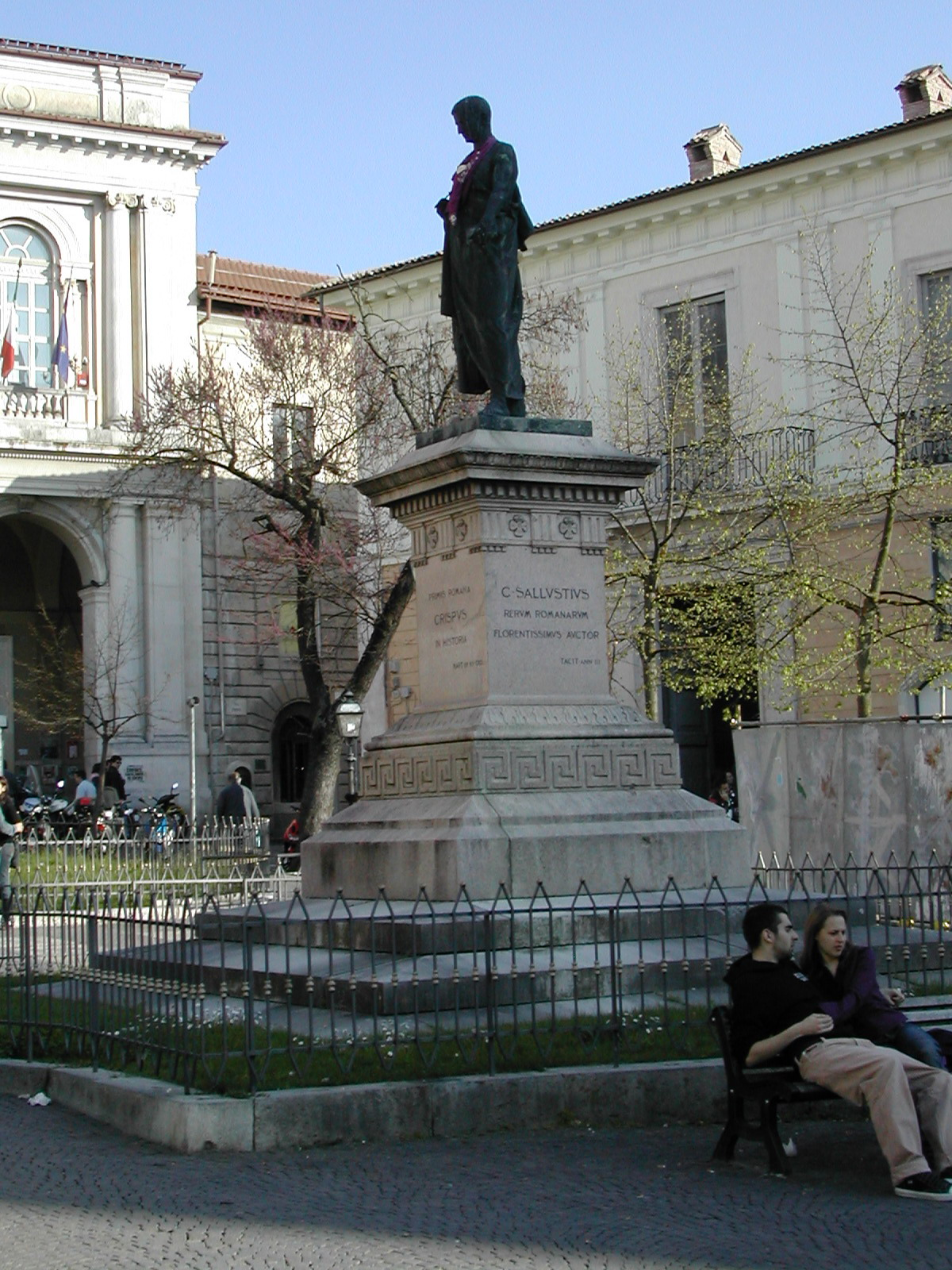
Piazza del Palazzo: monumento a Sallustio e, sul retro, il Palazzo del Convitto

Pochi anni più tardi venne deciso l'abbattimento della Chiesa e del Convento di San Francesco per consentire la realizzazione di una nuova struttura adatta ad ospitare i locali della biblioteca e del Convitto Nazionale. Nacque così il cosiddetto Palazzo del Convitto, il primo edificio porticato dell'Aquila, e Piazza del Palazzo, sede del Municipio dunque del potere politico, rimase curiosamente l'unica piazza cittadina priva di chiesa. L'inaugurazione della nuova sede bibliotecaria risale al 1883: in quell'occasione la struttura venne dedicata a Salvatore Tommasi, già professore di clinica all'Università di Napoli.
Nel 1993 la biblioteca entrò a far parte del Sistema Bibliotecario Nazionale ed è stata dotata di un catalogo on-line. Dopo il sisma del 2009 il palazzo in cui aveva sede la Tommasiana e la sua sede distaccata, oltre a ricadere in zone interdetta all'accesso, sono stati dichiarati inagibili. Successivamente si è proceduto al recupero del materiale bibliografico ed è stata allestita la nuova sede provvisoria all'interno del nucleo industriale di Bazzano, dove hanno trovato posto anche l'Archivio di Stato e la Facoltà di Lettere e Filosofia dell'Università dell'Aquila.

## Patrimonio
La biblioteca dispone di circa 260.000 volumi, 2.289 periodici, di cui 230 correnti, e altro materiale multimediale. Insieme al sistema bibliotecario dell'Università dell'Aquila forma il Polo Bibliotecario Aquilano.
Comprende una raccolta di manoscritti di carattere per lo più religioso o riguardante la storia dell'Aquila, come ad esempio l'intera opera degli Annales di Anton Ludovico Antinori; vi sono poi 3.500 cinquecentine, 31 libri corali e 131 incunaboli tra cui i primi due libri stampati in città ad opera di Adamo da Rottweil. L'emeroteca comprende giornali e riviste, soprattutto locali, a partire dal 1700 mentre la sezione audio-visiva contiene materiale riguardante per lo più documentari e reseoconti regionali. Dispone inoltre di una sezione riguardante le opere di Gaio Sallustio Crispo ed una riguardante quelle di Benedetto Croce.